# Stazione di Nizza-Riquier
La stazione di Nizza-Riquier (in francese Nice-Riquier) è una stazione ferroviaria di Nizza, Francia.